# 日本とアンゴラの関係
日本とアンゴラの関係（にほんとアンゴラのかんけい、ポルトガル語: Relações entre Japão e Angola、英語: Japan‐Angola relations） では、日本とアンゴラの関係について概説する。日本とアンゴラ共和国の関係とも。概ね友好的な関係を築いている。

## 両国の比較
|                   | アンゴラ                      | 日本                            | 両国の差                 |
| ----------------- | ----------------------------- | ------------------------------- | ------------------------ |
| 人口              | 3286万6268人（2020年）        | 1億2583万人（2020年）           | 日本はアンゴラの約3.8倍  |
| 国土面積          | 124万7000 km2                 | 37万7972 km2                    | アンゴラは日本の約3.3倍  |
| 人口密度          | 26 人/km2（2020年）           | 345 人/km2（2020年）            | 日本はアンゴラの約13.3倍 |
| 首都              | ルアンダ                      | 東京都                          |                          |
| 最大都市          | ルアンダ                      | 東京都区部                      |                          |
| 政体              | 大統領制 共和制               | （民主制）議院内閣制            |                          |
| 公用語            | ポルトガル語                  | 日本語（事実上）                |                          |
| 通貨              | クワンザ                      | 日本円                          |                          |
| 国教              | なし                          | なし                            |                          |
| 人間開発指数      | 0.574                         | 0.919                           |                          |
| 民主主義指数      | 3.72                          | 7.99                            |                          |
| GDP（名目）       | 623億691万米ドル（2020年）    | 4兆9754億1524万米ドル（2019年） | 日本はアンゴラの約79.8倍 |
| 一人当たり名目GDP | 1,895.8米ドル（2020年）       | 39,538.9米ドル（2020年）        | 日本はアンゴラの約20.8倍 |
| GDP（購買力平価） | 2197億7443万米ドル（2019年）  | 5兆5043億3091万米ドル（2019年） | 日本はアンゴラの約25倍   |
| 一人当たり実質GDP | 6,905.7米ドル（2019年）       | 43,593.5米ドル（2019年）        | 日本はアンゴラの約6.3倍  |
| 経済成長率        | －0.6%（2019年）              | 0.3%（2019年）                  |                          |
| 軍事費            | 9億9359万4404米ドル（2020年） | 491億4855万米ドル（2020年）     | 日本はアンゴラの約49.4倍 |
| 地図              |                               |                                 |                          |

## 歴史

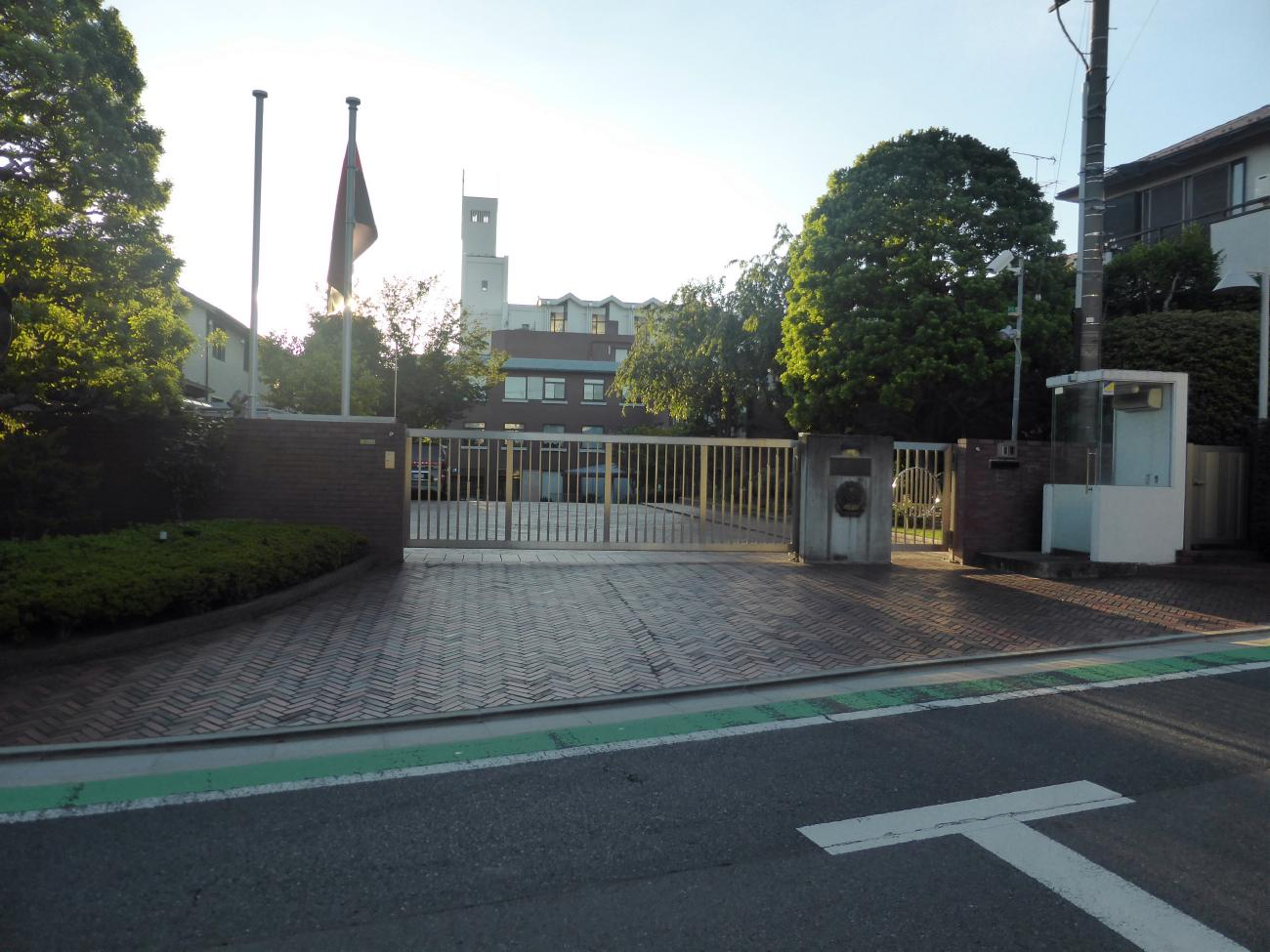
駐日アンゴラ大使館正面

ポルトガル領アンゴラは1975年11月11日にアンゴラ独立戦争を経て「アンゴラ人民共和国」という社会主義国としてポルトガルから独立した。翌1976年1月20日、日本はこれを承認し9月9日に外交関係が樹立された。
1992年には冷戦終結を受けて社会主義を放棄し、アンゴラ共和国として再出発。以降は日本を含む西側諸国との関係を重視するようになり、1993年12月20日にはインド常駐ではあるものの初代駐日アンゴラ大使が着任した。2000年11月24日には東京に在日アンゴラ大使館が開設、2005年1月1日にはルアンダに在アンゴラ日本国大使館が開設した。

## 外交

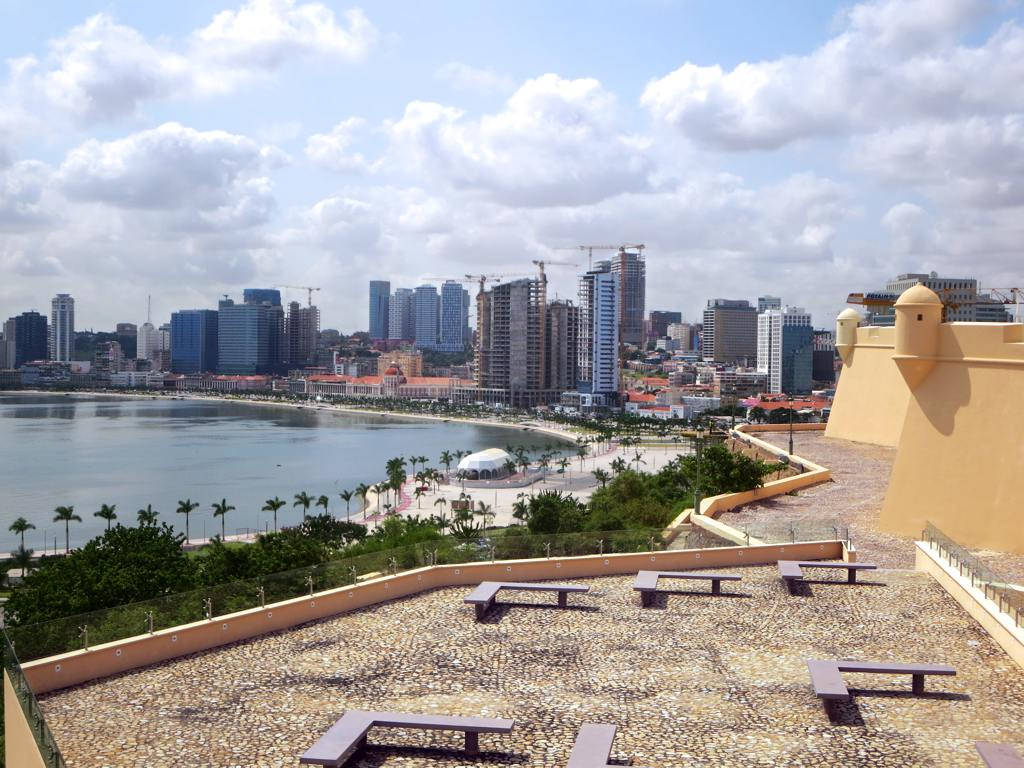
急速に成長する首都ルアンダ

### 二国間関係
日本は東アジア、アンゴラは中部アフリカに位置しており、地理的な遠さ故に歴史的な接点は少なかった。しかしアンゴラ内戦終結後の近年ではアンゴラは石油産業による急速な経済成長を果たしており、首都ルアンダは外国企業が進出し高層ビルが次々建築されアフリカ有数の世界都市に成長するなど、その将来性の高さから日本企業の進出や投資が進んでいる。

### 日本要人のアンゴラ訪問
2011年、藤村修外務副大臣は南部アフリカ貿易・投資促進官民合同ミッションの団長としてアンゴラを訪問。
2012年には加藤敏幸外務大臣政務官がアンゴラを訪問し、投資協定の早期締結に向けた話し合いが行われた。
2017年9月には佐藤正久外務副大臣がルアンダで催されたジョアン・ロウレンソの就任式典に総理特使として参加した。
2019年5月、外務大臣を務めていた河野太郎は南スーダン、エチオピアと並んでアンゴラを訪問。アンゴラ大統領のジョアン・ロウレンソに表敬を実施したほか、マヌエル・ドミンゴス・アウグストと外相会談を実施した。
2023年8月9日、西村康稔経済産業相がアンゴラを訪問。両国間で交渉を進めてきた投資協定締結に向けた最終調整を行い署名する。

### アンゴラ要人の訪日
2015年、アブラハオ・ゴルジェル経済大臣が訪日し、木原誠二外務副大臣と会談。
2016年にはフェルナンド・ダ・ピエダデ・ディアス・ドス・サントス国会議長が訪日し、内閣総理大臣だった安倍晋三に表敬を実施。外交関係樹立40周年が祝われた。
2018年10月、マヌエル・ドミンゴス・アウグスト外務大臣が訪日。河野太郎と外相会談を実施して関係強化が図られた。

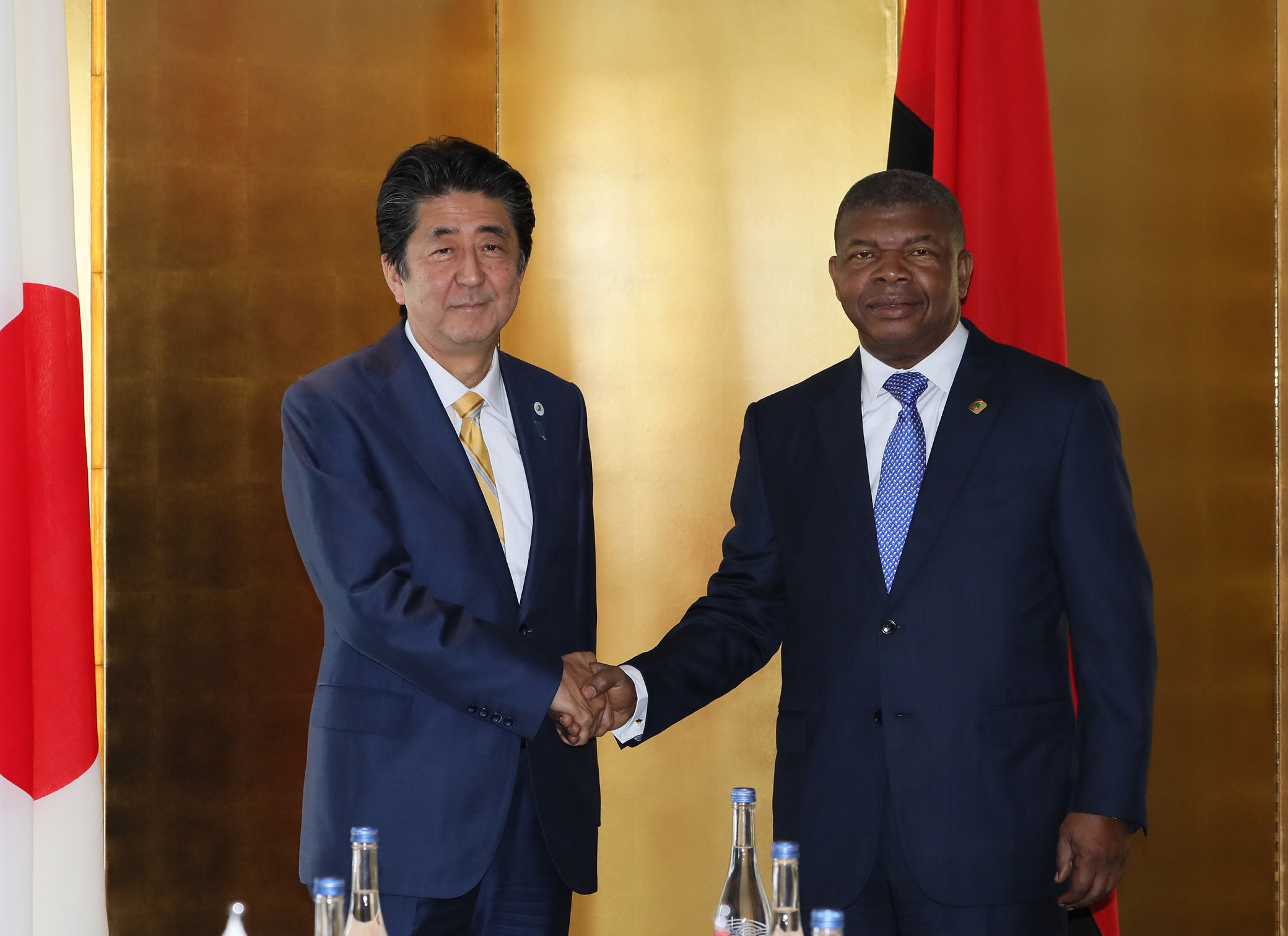
日・アンゴラ首脳会談（2019年）

2019年8月、第7回アフリカ開発会議のためにジョアン・ロウレンソ大統領およびマヌエル・ドミンゴス・アウグスト外務大臣などの主要閣僚10名がまとまって訪日。アフリカ開発会議出席のほか、大統領と安倍晋三との首脳会談が実施された。
2023年3月、ジョアン・ロウレンソ大統領が訪日し、岸田文雄首相と首脳会談などを行った。

## 経済関係
2019年の日本の対アンゴラ貿易は輸出が約39.9億円、輸入が約68.6億円となっており、アンゴラが産油国である関係上アフリカでは珍しく日本側の赤字を記録している。主要な輸出品は自動車など、主要な輸入品は原油である。
アンゴラの主要な援助国はアメリカ合衆国で、次いで韓国などである。日本は主要援助国ではないが、一方でインフラを中心にいくつかの援助を実施。主要なODAは以下である。
- 「ジョシナ・マシェル病院及びその他保健機関の人材育成と一次医療の再活性化を通じた保健システム強化計画(2011年)」‐技術協力。ジョシナ・マシェル病院をはじめとする公共医療施設の協働体制の立ち上げおよび一次保健施設の再活性化を通じて、同国の保健人材育成機能の強化を支援[35]。
- 「稲作開発プロジェクト(2013年)」‐技術協力。コメの生産を拡大するべく、ビエ州およびウアンボ州において、稲作の現状調査により灌漑開発方針を策定するとともに、小規模農家で活用可能な稲作技術を選定し普及するための稲作技術パッケージの開発を支援[36]。
- 「電力開発計画策定能力向上プロジェクト(2017年)」‐技術協力。同国の電源・基幹送電網を対象とした電力マスタープランを策定することにより、電力安定供給に資する電力開発の円滑な実施に寄与[37]。
- 「母子健康手帳を通じた母子保健サービス向上プロジェクト(2017年)」‐技術協力。母子健康手帳の運用に関わる管理体制の構築および妊産婦等のための母子保健に関する知識の向上、そして手帳の全国展開戦略の策定を行うことにより、モデルサイト州の医療施設で提供されるサービスの利用率向上を図り、モデルサイト州の母子健康指標の改善に貢献[38]。
- 「ナミベ港改修計画(2017年、21.36億円)」‐無償資金協力。アンゴラの主要港の一つであるナミベ港は、港湾施設の老朽化により、船舶の係留、荷役の積み卸しなどに係る安全性・効率性が極めて低い状況にある一方で、コンテナ取扱量は年々増加していた。そのためナミベ港湾内施設の舗装や補修の改修・整備を実施[39]。

## 文化交流
2012年には日本・アンゴラ協会が設立され、文化交流を促進している。
在アンゴラ日本国特命全権大使の一人が熊本県玉名市出身であったことから、アンゴラ女子ハンドボール代表が玉名市を2020年東京オリンピック・パラリンピックのホストタウンとして利用。それを記念してホストタウンフレーム切手が販売された。
アゴスティーニョ・ネト大学が2013年、龍谷大学と大学間協定を結んだ。アンゴラの大学がアジアの国の大学と大学間協定を結んだ初の例である。

## 外交使節

### 駐日アンゴラ大使
1. アルマンド・マテウス・カデテ（1993年～2000年） - ニューデリー常駐。1993年12月17日に信任状捧呈[43]。
2. ヴィクトール・マヌエル・リタ・ダ・フォンセカ・リマ（スペイン語版）（2000年～2007年） - 東京常駐初代。2000年12月15日に信任状捧呈[44]。
3. アルビノ・マルンゴ（2007年～2011年） - 2007年3月7日に信任状捧呈[45]。
  - （臨時代理大使）ミゲル・ボンバルダ・コエリョ・ダ・クルス（2011年）
4. ジョアン・ミゲル・ヴァイケニ（2011年～2018年）[46] - 2011年12月15日に信任状捧呈。2017年には外務副大臣の佐藤正久に表敬[47]。
  - （臨時代理大使）マヌエル・ドミンゴス・ノゲイラ（2018年）
5. ルイ・オルランド・フェレイラ・デ・セイタ・ダ・シルヴァ・シャビエル（2018～2023年） - 2018年12月5日に信任状捧呈[48]。
  - （臨時代理大使）アメリア・ムタング・フェルナンデス（2023年）
6. テオドリンダ・ローザ・ロドリゲス・コエーリョ（2023年～） - 2023年10月4日に信任状捧呈[49]。